# ONE PIECE Character Song Album
『ONE PIECE Character Song Album』（ワンピース キャラクター ソング アルバム）は、テレビアニメ『ONE PIECE』のアルバムである。2002年3月6日から2004年2月25日にavex modeから発売された。

## Vol.1

### 概要
- テレビアニメ『ONE PIECE』のキャラクターソングアルバムであるが、オープニングテーマとエンディングテーマのタイアップがついた『Believe』と『BEFORE DOWN』もTVサイズで収録されている。
- CDジャケットには、モンキー・D・ルフィ、ロロノア・ゾロ、ナミ、ウソップ・サンジが描かれている。

### 収録曲
1. Believe（TVサイズ） [1:56]
歌：Folder5
作詞：谷穂チロル、作曲・編曲：GROOVE SURFERS
2. ダキシメテ [4:20]
歌：トニートニー・チョッパー（大谷育江）
作詞：藤林聖子、作曲：田中公平、編曲：松尾早人
3. アラバスタの砂、オアシスの滴 [5:28]
歌：ネフェルタリ・ビビ（渡辺美佐）
作詞：藤林聖子、作曲・編曲：渡邉美佳
4. Oh come my way [3:31]
歌：Mr.2・ボン・クレー（矢尾一樹）
作詞：尾田栄一郎、作曲：貴三優大、編曲：まるおみのる
5. We are HERE! [3:28]
歌：モンキー・D・ルフィ（田中真弓）
作詞：藤林聖子、作曲・編曲：松尾早人
6. RUMBLE BALL〜チョッパー七段変形〜 [2:47]
歌：トニートニー・チョッパー（大谷育江）
作詞：藤林聖子、作曲：田中公平、編曲：渡邉美佳
7. 世界一の男と呼ばれるために [3:36]
歌：ロロノア・ゾロ（中井和哉）、ウソップ（山口勝平）、サンジ（平田広明）
作詞：藤林聖子、作曲：亀山耕一郎、編曲：米川英之
8. GIRLSに首ったけ [3:26]
歌：サンジ（平田広明）、ナミ（岡村明美）、ビビ（渡辺美佐）
作詞：藤林聖子、作曲・編曲：亀山耕一郎
9. Family [3:56]
歌：麦わら海賊団（田中真弓、中井和哉、岡村明美、平田広明、山口勝平、大谷育江）
作詞：藤林聖子、作曲：田中公平、編曲：鶴由雄
10. BEFORE DAWN（TVサイズ） [1:12]
歌：AI-SACHI
作詞：さとうみかこ、作曲・編曲：佐藤宣彦

## Vol.2

### 概要
- Vol.1とは違い、曲と曲の間にキャラクターのセリフやボーナストラックが収録されている。
- CDジャケットには、モンキー・D・ルフィ・ロロノア・ゾロ・ナミ・ウソップ・サンジ・ニコ・ロビンが描かれている。

### 収録曲
1. ある日のルフィ海賊団1（セリフ） [1:05]
2. Every-one Peace! [4:25]
歌：モンキー・D・ルフィ（田中真弓）
作詞：藤林聖子、作曲：田中公平、編曲：根岸貴幸
3. ゾロ&ルフィ（セリフ） [0:09]
4. Eyes of ZORO [3:52]
歌：ロロノア・ゾロ（中井和哉）
作詞：藤林聖子、作曲：田中公平、編曲：岸村正実
5. ナミ（セリフ） [0:11]
6. between the wind [3:58]
歌：ナミ（岡村明美）
作詞：藤林聖子、作曲：田中公平、編曲：岩崎文紀
7. サンジ（セリフ） [0:08]
8. ムーランルージュ [5:05]
歌：サンジ（平田広明）
作詞：藤林聖子、作曲：田中公平、編曲：浜口史郎
9. ある日のルフィ海賊団2（セリフ） [0:09]
10. Jungle fever〜海賊の海賊による海賊のための感謝祭 [4:43]
歌：7人の麦わら海賊団（田中真弓、中井和哉、岡村明美、平田広明、山口勝平、大谷育江、山口由里子）
作詞：藤林聖子、作詞：田中公平、編曲：岩崎文紀
11. マシラ（セリフ） [0:08]
12. サルあがりサルベージ [3:35]
歌：マシラ（田原アルノ）
作詞：藤林聖子、作曲：田中公平、編曲：澤口和彦
13. ウソップ（セリフ） [0:14]
14. ウソップの花道! [3:01]
歌：ウソップ（山口勝平）
作詞：藤林聖子、作曲：田中公平、編曲：多田彰文
15. チョッパー（セリフ） [0:13]
16. プレゼント [2:53]
歌：トニートニー・チョッパー（大谷育江）
作詞：藤林聖子、作曲：田中公平、編曲：丸尾稔
17. ニコ・ロビン（セリフ） [0:14]
18. my real life [5:15]
歌：ニコ・ロビン（山口由里子）
作詞：藤林聖子、作曲：田中公平、編曲：岸村正実
19. ある日のルフィ海賊団3（セリフ） [0:42]
20. ウィーアー!〜7人の麦わら海賊団篇 [4:17]
歌：7人の麦わら海賊団（田中真弓、中井和哉、岡村明美、平田広明、山口勝平、大谷育江、山口由里子）
作詞：藤林聖子、作曲：田中公平、編曲：根岸貴幸
21. Bounus Track スペシャルトーク 田中真弓&中井和哉篇 [5:28]
22. Bounus Track スペシャルトーク 平田広明篇 [2:44]
23. Bounus Track スペシャルトーク 岡村明美&大谷育江&山口由里子篇 [6:04]
24. Bounus Track スペシャルトーク 山口勝平篇 [3:32]

## タイアップ
| 曲名        | タイアップ                                                        | 補考                        |
| ----------- | ----------------------------------------------------------------- | --------------------------- |
| Believe     | テレビアニメ『ONE PIECE』オープニングテーマ                       | Folder5の3作目のシングル。  |
| Family      | プレイステーションソフト『ONE PIECE オーシャンズドリーム!』主題歌 |                             |
| BEFORE DAWN | テレビアニメ『ONE PIECE』エンディングテーマ                       | AI-SACHIの1作目のシングル。 |